# سیارک ۲۱۵۸۵
سیارک ۲۱۵۸۵ (به انگلیسی: 21585 Polmear، نامگذاری:1998SX126) بیست و یک هزار و پانصد و هشتاد و پنجمین سیارک کشف شده‌است که در ۲۶ سپتامبر ۱۹۹۸ کشف شد.
قدر مطلق سیارک برابر ۲۹.۵ است.